# Idaea mellea
Idaea mellea là một loài bướm đêm trong họ Geometridae.